# Сотион из Александрии
Сотион из Александрии (др.-греч. Σωτίων; fl. 200 г. до н. э. — 170 г. до н. э.) — древнегреческий доксограф и биограф, произведения которого стали важным источником для Диогена Лаэртского.
Ни одна из его работ не сохранилась, имеются только косвенные свидетельства об их содержании. Главное произведение «Преемства» (др.-греч. Διαδοχή) о последовательности философских школ в истории — одно из первых сочинений, в котором делается попытка систематизации античной философии по школам, например: Милетская школа Фалеса, Анаксимандра и Анаксимена. Диоген Лаэртский и Афиней сообщают, что Преемства составляли 23 книги, по меньшей мере частично, основанные на доксографии Теофраста, были сокращены Гераклидом Лембосом в середине II в. до н. э. Сочинения Сосикрата и Антисфена были написаны под таким же названием.
Также он был автором сочинения о Тимоне и работы, озаглавленной Опровержения Диокла.